# Соколов Олег Валерійович
Олег Валерійович Соколов (нар. 9 липня 1956, Ленінград, СРСР) — російський історик, фахівець з військової історії Франції. Кандидат історичних наук, доцент. Член наукової ради Російського військово-історичного товариства.
Один з основоположників руху військово-історичної реконструкції у Росії, що об'єднує військово-історичні клуби країни. Президент Загальноросійського Військово-історичного руху, який організовує реконструкцію військових битв періоду наполеонівських воєн — масштабні видовища за участю тисяч ентузіастів, одягнених в мундири тієї епохи. Брав участь у реконструкції на місцях подій битв Французько-російської війни 1812 року (Бородіно, Малоярославець та ін.), а також ряду зарубіжних битв наполеонівської епохи (Аустерліц, Ватерлоо та ін.). Серед однодумців відомий як «Сір».
Автор численних статей з військової історії Європи XVII — початку XIX століть. Один з консультантів історичних фільмів з епохи Наполеона. Автор численних історичних передач, що вийшли в Росії, Франції, Великій Британії, США, Іспанії та інших країнах. Його наукова та громадська діяльність була відзначена орденом Почесного легіону (2003).
У грудні 2020 року судом першої інстанції визнаний винним у вбивстві Анастасії Єщенко, з якою перебував у особистих відносинах, та незаконному зберіганні вогнепальної зброї. Засуджений до 12 років та 6 місяців позбавлення волі з відбуванням покарання у колонії суворого режиму. У вересні 2021 року Санкт-Петербурзький міський суд відмовив Соколову у пом'якшенні вироку.

## Біографія
У 1979 році закінчив фізико-механічний факультет Ленінградського політехнічного інституту за спеціальністю «інженер-фізик».
У 1984 році з відзнакою закінчив історичний факультет Ленінградського державного університету по кафедрі історії Нового та новітнього часу.
У 1991 році в Санкт-Петербурзькому державному університеті під науковим керівництвом доктора історичних наук, професора В. Р. Ревуненкова захистив дисертацію на здобуття наукового ступеня кандидата історичних наук за темою «Офіцерський корпус французької армії при старому порядку і в період революції 1789—1799» (Спеціальність 07.00.03 — загальна історія). Офіційні опоненти — доктор історичних наук, професор Д. П. Пріцкер і кандидат історичних наук, науковий співробітник Ленінградського відділення Інституту історії СРСР С. Н. Іскюль. Провідна організація — Російський державний педагогічний університет імені А. І. Герцена.
З 2000 року — доцент кафедри історії нового часу історичного факультету Санкт-Петербурзького державного університету.
В 1998, 2000, 2002 роках був запрошеним професором Практичної школи вищих досліджень у Сорбонському університеті (directeur d études invite a la IV section de l'école Pratique des Hautes Études a la Sorbonne).
11 лютого 2018 року взяв участь в якості запрошеного доповідача на науково-просвітницькому форумі «Вчені проти міфів-6», організованого науково-освітнім порталом «Антропогенез.ру», де виступив з доповіддю «Міфи про лицарів, або розповідь про те, як лицарі не могли самостійно сісти на коня і пригвинчувалися до сідла», в якому спростував існуючі стереотипи про середньовічних лицарів, супроводжуючи виступ наочним поданням двох своїх асистентів, які вибігли на сцену у повному лицарському вбранні і, всупереч наявним уявленнях про лицарів, як про неповоротких і важких воїнів не здатних піднятися без сторонньої допомоги, віджималися від підлоги і піднімалися з лежачого положення.
Автор численних статей з військової історії Європи XVII — початку XIX століть. У 1999 році опублікував капітальне дослідження «Армія Наполеона», перекладене на французьку мову в 2003 році. У 2006 році випустив у світло двотомну монографію «Аустерліц. Наполеон, Росія і Європа. 1799—1805 рр.» — дослідження про передумови та перебіг першої війни Наполеона проти антифранцузької коаліції.
Бере участь в передачі «Разведопрос» з циклом лекцій про Наполеона Бонапарта і його епоху.
Соколов значився членом наукової ради Російського військово-історичного товариства, голова якого — міністр культури РФ Володимир Мединський.

### Особисте життя
Батько — Валерій Соколов, капітан ВМФ першого рангу.
Мати — Людмила Соколова.
Був одружений, батько двох дітей.

### Проблеми з законом
У 2018 році газета «Московський комсомолець» публікувала текст заяви в правоохоронні органи від студентки Соколова, в якому та звинувачувала вчителя в жорстокому побитті в 2008 році. Тоді Соколов звільнився з СПбДУ і переїхав до Москви, де працював консультантом у колекціонера предметів епохи Наполеона Віктора Батурина (брата дружини колишнього мера Москви Юрія Лужкова).

###### Утоплення судна
У 1981, при зйомках фільму «Росія молода» втопив судно, яким командував, що призвело до загибелі людини — біолога Володимира Сорокіна, друга Олександра Невзорова. Соколов отримав умовний строк. Соколов у ті роки працював інструктором Петроградського райкому комсомолу, а в клубі значився замполітом. Адвокат Соколова спростовує інформацію про судимість, кажучи, що Соколов: «фактично не судимий, до кримінальної відповідальності не притягувався». Пізніше виявилося, що адвокат збрехав. В ЗМІ були опубліковані документи тієї справи.

#### Затримання
9 листопада 2019 року Соколов був затриманий в Петербурзі на набережній Мойки, він намагався втопити пакет, в якому були відрубані жіночі руки. СК РФ по Петербургу порушив кримінальну справу за частиною 1 статті 105 КК РФ («Вбивство»). Жіноче тіло без голови, знайдене в квартирі Соколова, належало його учениці і співавтору 24-річній Анастасії Єщенко.

## Нагороди
- Орден Почесного легіону ступеня кавалера (Франція, 2003 рік)[17].

## Наукові праці

### Монографії
Монографії російською мовою
- Соколов О. В. Армия Наполеона. — СПб.: Империя, 1999. — 592 с. — ISBN 5-93914-001-7.
- Соколов О. В. Аустерлиц: Наполеон, Россия и Европа: 1799—1805 гг. — М.: Рус. культурный фонд «Империя Истории», 2006. — Т. 1. — 315 с. — ISBN 5-90252521-7.
- Соколов О. В. Аустерлиц: Наполеон, Россия и Европа: 1799—1805 гг. — М.: Рус. культурный фонд «Империя Истории», 2006. — Т. 2. — 238 с. — ISBN 5-90252522-5.
- Соколов О. В. Битва двух империй. 1805—1812. — М.-СПб.: Астрель, Астрель-СПб, 2012. — 730 с. — 5000 экз. — ISBN 978-5-271-42347-5, ISBN 978-5-9725-2267-5.
- Наполеон Бонапарт: pro et contra: образ Наполеона Бонапарта в культурной памяти об Отечественной войне 1812 года: антология / Авт.-сост. О. В. Соколов. — СПб.: Издательство Русская Христианская гуманитарная академия, 2012. — 1040 с. — (Русский путь: pro et contra). — 1500 экз. — ISBN 978-5-88812-517-5.
- Возгрин В. Е., Гончарова Т. Н., Пленков О. Ю., Соколов О. В. Из истории конституционного строительства в Западной Европе в Новое и новейшее время / под ред. А. В. Смолина. — СПб.: Изд-во РХГА, 2014. — 353 с.
- Барышников В. Н., Возгрин В. Е., Гончарова Т. Н., Евдокимова Н. П., Климова Г. С., Сидоренко Л. В., Соколов О. В., Пленков О. Ю., Фокин В. И. От национальных государств к единой Европе: проблемы европейской интеграции в XIX—XXI вв. / под ред. А. В. Смолина. — М.: Изд-во РХГА, 2016. — 620 с. — 500 экз. — ISBN 978-5-88812-792-6.
- Соколов О. В. Первая Итальянская кампания Бонапарта 1796—1797. Часть I. Битва за Пьемонт. — СПб.: Империя, 2016. — (Поля сражений наполеоновской эпохи).
- Соколов О. В. Стратегия и тактика Наполеоновской армии. — М.: Университет «Синергия», 2018. — 400 с. — 1000 экз. — ISBN 978-5-4257-0372-9.
- Соколов О. В. Битва трёх императоров. Наполеон, Росс

Монографії французькою мовою
- Sokolov O. Armée de Napoléon. Paris: Commios, 2003. 592 p.
- Sokolov O. Austerlitz. Napoléon, l'europe et la Russie. Paris: Commios, 2006. 541 p.
- Sokolov O. Combat de deux empires. La Russie d Alexandre I contre la France de Napoléon, 1805—1812 Paris: Fayard. 2012. 523 p.

Монографії польською мовою
- Sokołow O. Armia Napoleona. Oświęcim: Napoleon V, 2014. 525 s.
- Sokołow O. Austerlitz Śmiertelne zmagania Francji z Europą i Rosją. Oświęcim: Napoleon V, 2014. 603 s.
- Sokołow O. Napoleon, Aleksander i Europa 1806—1812. Oświęcim: Napoleon V, 2016. 425 s.

### Статті
Російською мовою
- Соколов О. В. Высшие офицеры французской армии и революционное правительство в 1792—1794 гг. // От Старого порядка к Революции / под ред. проф. В. Г. Ревуненкова. — Л., 1988.
- Соколов О. В. Ульмская операция 1805 года // Орел. — 1993. — № 1, 2, 3.
- Соколов О. В. Офицеры короля // Империя истории. — 2001. — № 1.
- Соколов О. В. Генерал Антуан-Анри Жомини и его роль в развитии российской военной науки // Швейцарцы в Петербурге. — СПб, 2002.
- Соколов О. В. Испания в огне. Сомо-Сьерра // Империя истории. — 2002. — № 2.
- Соколов О. В. Рыцарство как элита средневекового общества // Империя истории. — 2002. — № 2.
- Соколов О. В. Час отваги и мужества. Битва при Никополе // Империя истории. — 2002. — № 2.
- Соколов О. В. Испания в огне. Погоня за Муром // Империя истории. — 2002. — № 3.
- Соколов О. В. Дух армии Наполеона // Империя истории. — 2002. — № 3.
- Соколов О. В. Французская армия и переворот 18 брюмера // {{{Заголовок}}} / Сост. А. Васильев, Г. Л. Медынцева. — СПб. : Минувшее, 2003. — 444 с. — 500 прим. — ISBN 5-902073-16-2.
- Соколов О. В. Начало Польской кампании или должны ли французы умирать за Польшу? // Империя истории. — 2006. — № 4.
- Соколов О. В. Рокруа — триумф юной отваги // Империя истории. — 2006. — № 4.
- Соколов О. В. Записки генерала В. И. Левенштерна", Подготовка текста, вступительная статья и комментарии // Труды кафедры истории Нового и новейшего времени. 2013. № 10 / Сост. Т. Н. Гончарова. — СПб, 2013. — С. 120—150
- Соколов О. В. Поляки на службе Наполеона в сражении на Березине, 28 ноября 1812 г. // Desperta Ferro (Madrid), 2013 г.
- Соколов О. В. Русско-французские отношения накануне войны 1805 г. // Труды кафедры истории Нового и новейшего времени. 2013. № 11. / Сост. Т. Н. Гончарова. — СПб., 2013. С. 67—84
- Соколов О. В. Вступление // к монографии А. Королёва: «По следам Великой армии Наполеона»
- Соколов О. В. Военно-политическая обстановка во время подписания Тильзитского мира и реакция на договор в свете синхронных источников // Вестник СПбГУ. Серия 2. — 2015. — Выпуск 1. — С. 35—46
- Соколов О. В. Итальянская армия Бонапарта накануне похода 1796 г. // Труды кафедры Новой и Новейшей истории. — 2015. — № 15. — С. 50—67

Іншими мовами
- Sokolov O. V. Le regiment Pavlovski en 1811 // Tradition Magazine. № 52, 1991.
- Sokolov O. V. La campagne de Russie. Les origines du conflit // Napoléon Ier. № 5, 2001.
- Sokolov O. V. La campagne de Russie. L offensive de Napoléon, de Vilna a Witebsk // Napoléon Ier. № 6, 2001.
- Sokolov O. V. La campagne de Russie. La bataille de Smolensk // Napoleon Ier. № 7, 2001.
- Sokolov O. V. La campagne de Russie. La Moskowa // Napoléon Ier. № 8, 2001.
- Sokolov O. V. La campagne de Russie. De Moscou a Viazma // Napoléon Ier. № 9, 2001.
- Sokolov O. V. La campagne de Russie. Berezina // Napoléon Ier. № 10, 2001.
- Sokolov O. V. 1805 — Napoleon marche vers Austerlitz (1). Wertingen — Haslach — Elchingen // Revue de l ' histoire napoléonienne. № 3, 2005.
- Sokolov O. V. 1805 — Napoleon marche vers Austerlitz (2). Amstetten — Durrenstein — Hollabrunn // Revue de l ' histoire napoléonienne, № 6, 2006.
- Sokolov O. V. Austerlitz 1805. Le plan de Napoléon — la bataille d Austerlitz — le bilan // Revue de l ' histoire napoléonienne. № 27, 2009.
- Sokolov O. V. «Los Polacos en el Berezina» // Historia militar y política del mundo moderno, siglos XVI—XIX. Desperta Ferro, Madrid, 2014, № 8, р. 46-53,

### Переклади
- Левавассёр О. Воспоминания о наполеоновских войнах (1802—1815) = Souvenirs Militaires. Officier d'artillerie aide de camp du maréchal Ney (1802—1815) / пер. с фр., коммент., исслед., вступ. ст. О. В. Соколова. — М., СПб.: Клио, Евразия, 2014. — 380 с. — ISBN 978-5-906518-16-3.

## Художні твори
- Соколов О. В. Испанская война и тайна тамплиеров. — СПб. : АСТ, Астрель-СПб, 2015. — 448 с. — (Плащ и шпага) — 2000 прим. — ISBN 978-5-17-087617-4.